# Les Dirouilles
Les Dirouilles, auf Jèrriais Les Dithouïl'yes, auch genannt Les Pièrres (die Felsen), sind eine zu den Kanalinseln gehörende Riff- und Felsengruppe 5,6 km nördlich der Insel Jersey und ein Teil der Verwaltungseinheit Vogtei Jersey, Parish Saint Martin, Ortsteil (Vingtaine) de Rozel. Rund 1,5 km östlich liegt eine größere Felsengruppe, die Ecréhous.
Folgende Eilande gehören zur Inselgruppe:
- Les Buthons
- L'Êtotchet
- La Forêt
- La Froutchie
- Lé Gros Rotchi
- La Greune ès Dards
- La Greune du Sond
- La Hau
- Lé Haut Rotchi
- Les Jeunmelles
- La Néthe Rocque
- La Pliatte, La Pliatte Rocque
- Lé Trav'sain